# Емутје (Шарант)
Емутје (фр. Eymouthiers) насеље је и општина у западној Француској у региону Поату-Шарант, у департману Шарант која припада префектури Ангулем.
По подацима из 2011. године у општини је живело 302 становника, а густина насељености је износила 34,79 становника/km². Општина се простире на површини од 8,68 km². Налази се на средњој надморској висини од 253 метара (максималној 254 m, а минималној 118 m).

## Демографија
| 1962. | 1968. | 1975. | 1982. | 1990. | 1999. | 2011. |
| ----- | ----- | ----- | ----- | ----- | ----- | ----- |
| 176   | 237   | 242   | 235   | 279   | 296   | 302   |

График промене броја становника у току последњих година